# Niltawy
Niltawy (Niltavinae) – podrodzina ptaków z rodziny muchołówkowatych (Muscicapidae).

## Zasięg występowania
Podrodzina obejmuje gatunki występujące w Azji.

## Systematyka
Do podrodziny należą następujące rodzaje:
- Leucoptilon Sangster, Alström, Gaudin & Olsson, 2021 – jedynym przedstawicielem jest Leucoptilon concretum (S. Müller, 1836) – modrodżunglówka
- Sholicola Robin, Vishnudas, Gupta, Rheindt, Hooper, Ramakrishnan & Reddy, 2017
- Anthipes Blyth, 1847
- Cyornis Blyth, 1843
- Niltava Hodgson, 1837
- Cyanoptila Blyth, 1847
- Eumyias Cabanis, 1851